# NGC 2363
NGC 2363 è una grande e brillante regione di formazione stellare situata nella galassia NGC 2366, nella costellazione della Giraffa.
L'oggetto si trova a circa 11,4 milioni di anni luce di distanza dalla Terra e contiene una variabile blu luminosa (visibile in alto a sinistra nell'immagine) la cui luminosità è pari a 6.300.000 L⊙; questa stella è anche la seconda stella più luminosa conosciuta in assoluto, superata solo da R136a1, situata nei pressi della Nebulosa Tarantola, nella Grande Nube di Magellano.
L'immagine ripresa dal Telescopio Spaziale Hubble mostra la presenza di un denso ammasso aperto di stelle particolarmente calde e massicce, che si trovano a due differenti stadi evolutivi: nell'ammasso più vecchio, la cui età è stimata sui 4-5 milioni di anni, le stelle più massicce sono esplose come supernovae generando una superbolla che va a sommarsi alla grande bolla di vento stellare generata dalle stelle più calde, creando così una grande cavità nella nebulosa; l'ammasso più giovane invece ha un'età forse inferiore ai 2 milioni di anni ed è ancora profondamente immerso nei gas della nube. L'età del complesso nebuloso è invece stimata sui 10 milioni di anni.
La galassia ospitante, NGC 2366, è una galassia irregolare simile nell'aspetto alla Grande Nube di Magellano.